# Henri Challan
Henri Challan   (Asnières-sur-Seine, 12 de desembre de 1910 - 14è districte de París, 17 de febrer de 1977) un educador i compositor francès.

## Biografia
Va ser deixeble de Jean Gallon i Henri Büsser al Conservatori de París. El gener de 1936, va guanyar el segon Gran Premi de Roma. Des del 1942 va ser professor d'harmonia al conservatori. Entre els seus estudiants hi ha Pierre Cochereau, Pierre Vidal, Pierre Pincemaille, Antoine Hervé, Henri Loche, Henri-Claude Fantapié, Anne-Marie Barat i Michel Legrand. El seu germà bessó René Challan va ser també compositor.
Va publicar una obra en deu volums, 380 basses et chants donnés (380 baixos i cançons donades), subtitulada «per a l'estudi de l'harmonia, els acords consonàntics en lliçons lliures». Aquest treball, dirigit tant a estudiants com a autodidacta (hi ha per a cada volum «elements de realització» que guien l'estudiant en les dificultats), encara avui és unàniment reconegut com a referència per a la pràctica de l'harmonia tonal.
Si els dos primers volums condueixen a treballs purament acadèmics, les composicions esdevenen exercicis d'estil real a partir de la tercera part de la sèrie.

## Obres
- Sonata per a violí i piano (1936)
- Suite per a contrabaix i piano (1937)
- Quartet de cordes
- Quintet per a cordes i fagot
- Simfonia (1942)
- Scherzo et Reflets, per a orquestra
- Concert per a violí (1942)
- Díptic per a viola i piano (1961)